# Bernard Vacqueret
Bernard Wiktor Vacqueret (ur. 24 czerwca 1789 w Dourdan, zm. 15 października 1869 w Skierniewicach) – francuski major i nauczyciel osiadły na ziemi polskiej.

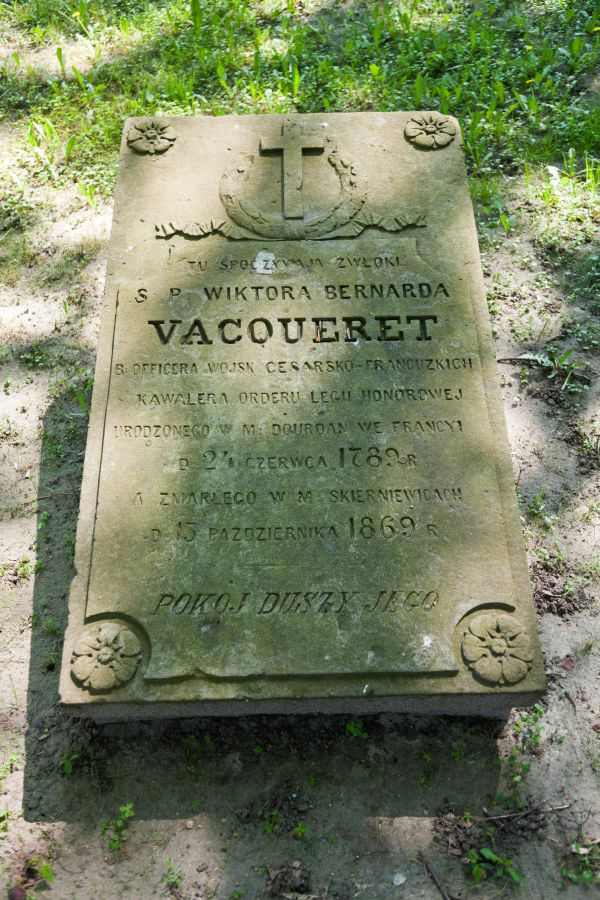
Nagrobek Bernarda Vacqueret

## Życiorys
Został majorem Armii I Cesarstwa Francuskiego. Pełnił funkcję adiutanta Napoleona Bonaparte. Po rewolucji lipcowej we Francji z 1830 osiadł na terenach polskich, gdzie został nauczycielem.
Jego żoną została Felicja z domu Gerard. Ich dziećmi byli Leontyna (1835-1907, prowadząca pensję szkolną dla dziewcząt w Skierniewicach), Emilia, Aleksander (powstaniec styczniowy, zesłaniec).
Zmarł 15 października 1869 w Skierniewicach. Został pochowany na Cmentarzu Św. Rocha w Skierniewicach.
Jego prawnukiem był rtm. Alfons Vacqueret (1898-1991, oficer Wojska Polskiego).

## Odznaczenia
- Kawaler Legii Honorowej
- Medal św. Heleny